# Perdita numerata
Perdita numerata är en biart som beskrevs av Cockerell 1895. Perdita numerata ingår i släktet Perdita och familjen grävbin. Inga underarter finns listade i Catalogue of Life.